# Posesie
Posesia este exercitarea în fapt a prerogativelor dreptului de proprietate asupra unui bun de către o persoana care îl stăpânește și care se comporta ca un proprietar al acelui bun și că posesorul poate fi cel ce se comportă ca titular al unui alt drept real, cu excepția drepturilor reale de garanție.
Pentru a produce efecte juridice posesia trebuie să fie utilă, adică să fie : continuă; neîntreruptă; netulburată; publică; exercitată sub nume de proprietar. Posesia este viciată dacă nu îndeplinește una sau mai multe dintre cerințele prevăzute de lege.
Posesia este formată din două elemente: unul material (corpus) și unul psihologic, intelectual (animus). Lipsa elementului psihologic, animus face ca persoana care deține dreptul să nu îndeplinească calitatea de posesor, ci pe cea de posesor precar
Posesiunea de fapt apare în momentul în care fonduri în „ager publicus” sunt date în folosință cetățenilor romani și care datorită neînțelegerilor iscate ne împărțirii fondurilor și a numeroaselor răscoale ale păturilor sărace din Roma a fost nevoie ca posesiunii să i se acorde anumită eficacitate, care în vechiul drept roman nu era acordată. Astfel posesorilor li s-a acordat un interdict pe calea pretoriană.